# Paul Coll
Pour les articles homonymes, voir Coll.
Paul Coll, né le 9 mai 1992 à Greymouth, est un joueur professionnel de squash représentant la Nouvelle-Zélande. Il devient no 1 mondial en mars 2022. Il est champion de Nouvelle-Zélande à huit reprises entre 2015 et 2025. Il est vainqueur du British Open en 2021 et 2022 ainsi que l'US Open en 2023. Il reçoit l'Ordre du Mérite de Nouvelle-Zélande en décembre 2022.

## Carrière
Au début de l'année 2016, Paul Coll attire l'attention des médias internationaux par son rallye épique, ponctué de plusieurs plongeons, faisant le tour du Web. En décembre 2016, il fait à nouveau sensation en gagnant le tournoi Channel VAS Championships International 100 doté de 100 000 $. Il débute par le tournoi de qualification qu'il remporte en battant au passage Lucas Serme puis il enchaîne les performances majeures en sortant le 18e mondial Max Lee puis Miguel Ángel Rodríguez 13e mondial, le joueur local Daryl Selby 16e mondial qui avait battu le no 1 mondial Mohamed El Shorbagy au 1er tour et enfin l’Égyptien Tarek Momen 11e mondial en finale. Cette série de succès l'oblige à reporter son vol de retour préalablement réservé. Il intègre le top 10 en septembre 2017 et obtient une victoire de prestige au premier tour de l'US Open en éliminant la tête de série no 1 et champion du monde Karim Abdel Gawad,. En mars 2019, il remporte le tournoi Canary Wharf Squash Classic et dédie sa victoire aux victimes des attentats de Christchurch.
Il intègre pour la première fois le top 5 en avril 2019. En novembre 2019, il est finaliste du championnat du monde face à Tarek Momen. Il est ainsi le premier joueur néo-zélandais à atteindre cette finale depuis Ross Norman, qui lors des championnats du monde 1986 avait mis fin à l'invincibilité de Jahangir Khan.
En mars 2020, il poursuit sa montée en puissance en éliminant le no 1 mondial Mohamed El Shorbagy lors du tournoi Windy City Open et se qualifie pour sa première finale d'un tournoi platinum face à l'ancien champion du monde Ali Farag. Il s'incline pour cette première finale après voir mené deux jeux à zéro. En novembre 2020, il retrouve et s'incline face à Ali Farag, no 1 mondial, en finale du tournoi platinum Qatar Classic 2020. À la suite de cette performance, il accède à la 4e place mondiale, plus haut rang obtenu par un Kiwi depuis Ross Norman en 1989.
En août 2021, il devient le premier joueur Néo-Zélandais à remporter le British Open 2021 après avoir battu le no 1 mondial Mohamed El Shorbagy en demi-finale et le champion du monde Ali Farag en finale, exploit qui a un retentissement considérable en Nouvelle-Zélande. Il devient le premier Néo-zélandais no 1 mondial en mars 2022 succédant à Ali Farag,. Le lendemain, il remporte face à Youssef Ibrahim son deuxième titre platinum avec le tournoi Windy City Open. En octobre 2023, il remporte l'US Open en battant le no 1 mondial Ali Farag en finale.

## Palmarès

### Titres
- Hong Kong Open : 2023
- US Open : 2023
- British Open : (2021, 2022)
- Windy City Open : 2022
- Motor City Open : 2025
- Optasia Championships : 2024
- Open de Nouvelle-Zélande de squash: 2 titres (2023, 2025)
- Jeux du Commonwealth : 2022
- Squash Open Black Ball masculin 2021
- Open international de squash de Nantes : 2019
- Canary Wharf Squash Classic : 4 titres (2019, 2021, 2023, 2024)
- Channel VAS Championships : 2016
- Australian Open : 2015
- Championnat de Nouvelle-Zélande : 8 titres (2015-2019, 2022-2023, 2025)

### Finales
- Championnats du monde : 2019/2020
- El Gouna International : 2 finales (2021, 2022)
- Open d'Égypte : 2022
- Windy City Open : 2 finales (2020, 2024)
- Qatar Classic : 2 finales (2020, 2021)
- Optasia Championships : 2025
- Open d'Australie : 2025
- Motor City Open : 2024
- Open de Nouvelle-Zélande de squash: 2022
- Netsuite Open : 2021
- Troilus Gold Canada Cup 2020
- Canada Squash Cup : 2019
- Open de Chine : 2018
- Motor City Open : 2018